# ليونيد بيبرمان
ليونيد ميخائيلوفيتش بيبرمان (17 أبريل 1915 - 23 سبتمبر 1998) (بالروسية: Леонид Михайлович Биберман)‏ هو فيزيائي روسي، عضو مناوب في الأكاديمية الروسية للعلوم (1991). وكان واحدا من مؤسسي مدرسة الفيزياء الحرارية (Thermophysics school) في الاتحاد السوفياتي.

## مسيرته
تخرج ليونيد بيبرمان من معهد هندسة الطاقة موسكو (MPEI) في عام 1940.
قاتل في الحرب الوطنية العظمى من 1941 إلى 1945 برتبة فني ملازم (Technician-Lieutenant)، وكان رئيس ورشة عمل كتيبة الاتصالات.
في النصف الثاني من سنوات 1950، تولى ليون بيبرمان مشكلة فيزيائية فنية معقدة، تتمثل في تطوير نظرية نقل الحرارة الإشعاعية. كان بيبرمان قادرا على أن يُظهر في أوراقه من 1955-1957 أنه عندما تتحرك مركبة فضائية عبر طبقات كثيفة من الغلاف الجوي، فإن إشعاع موجة الصدمة أمام الجهاز يولد سرعة كبيرة. وقد استخدمت نتائج هذا البحث في حسابات العزل الحراري للمركبات الفضائية السوفياتية.
توفي بتاريخ 23 سبتمبر 1998 في موسكو، ودفن في مقبرة فاغانكوفو.

## روابط خارجية
- L. M. Biberman, the Founder of the Theoretical Department (07.04.1915–23.09.1998)
- In memoriam of Leonid Biberman (Russian)
- Leonind Biberman's page on Russian Academy of Sciences site